# Велика награда Холандије 2021.
Велика награда Холандије 2021. (званично позната као енгл. Formula 1 Heineken Dutch Grand Prix 2021) је била трка Формуле 1 одржана 5. септембра 2021. на стази Зандворт. Била је то тринаеста трка светског шампионата Формуле 1 2021. и прва Велика награда Холандије која се одржава од 1985. године. Трку је победио Макс Верстапен, пре њега ниједан холандски возач није победио у својој домаћој трци.

## Позадина
Догађај, који је одржан током викенда 3-5. септембра на стази Зандворт, било је тринаеста трка светског шампионата 2021. Трка је одржана недељу дана након Велике награде Белгије и претходила је ВН Италије. Трка је била домаћа за Макса Верстапена.

### Шампионати пре трке
Након што се на Великој награди Белгије поделили поена због обилних падавина, Шампионско вођство Луиса Хамилтона смањено је на само три бода у односу на другопласираног Верстапена. У другој трци заредом, Ландо Норис, Валтери Ботас и Серхио Перез нису освојили бодове, што значи да су остали трећи, четврти и пети. Мерцедес је такође водио у конструкторском шампионату са 7 бодова више од Ред була. Макларен је вратио треће место након што је Данијел Рикардо узео шест поена. Ферари је заостао за Маклареном 3,5 поена, а Алпин је заузео пето место.

### Учесници
Возачи и тимови су у почетку били исти као на листи за пријаву сезоне без додатних резервних возача за трку.
Пре трећег тренинга, возач Алфа Ромеа, Кими Рејкенен био је позитиван на корона вирус. Заменио га је резервни возач Роберт Кубица, који се последњи пут такмичио на Великој награди Абу Дабија 2019. возећи за Вилијамс.
Директор Вилијамс тима Јост Капито такође је морао да оде у изолацију после вечере са Рејкененом претходне ноћи.

### Избор гума
Једини добављач гума Пирели доделио је Ц1, Ц2 и Ц3 смеше гума које ће се користити у трци.

## Тренинг
Тренинг 1 је одржан у 11:30 часова 3. септембра, док је тренинг 2 одржан у 15:00 часова истог дана. Слободни тренинг 3 је одржан у 12:00 часова 4. септембра. Сва три тренинга су трајала по један сат.
Прва сесија је завршена тако што је Луис Хамилтон био најбржи за Мерцедес испред Макса Верстапена из Ред була и Карлоса Саинза из Ферарија. Сесија је била означена црвеном заставицом 35 минута након квара на мотору Себастијана Фетела из Астон Мартина.
Друга сесија је завршена тако што је Шарл Леклер најбржи за Ферари испред свог сувозача Карлоса Саинза и Алпине од Естебана Окона. Сесија је била означена црвеном заставом девет минута након губитка снаге Мерцедесовог возача Луиса Хамилтона. Сесија је опет била под црвеном заставом због Хасовог возача Никите Мазепина након што је упао у шљунак. Судије су истраживале Верстапена због претицања другог возача током првог периода са црвеном заставом, иако су судије на крају одлучили да казна није потребна.

## Квалификације
Квалификације су одржане у 15:00 часова 4. септембра.

### Квалификациона класификација
| Поз.   | Бр. | Возач            | Конструктор  | Квалификациона времена | Квалификациона времена | Квалификациона времена | СК позиција |
| Поз.   | Бр. | Возач            | Конструктор  | К1                     | К2                     | К3                     | СК позиција |
| ------ | --- | ---------------- | ------------ | ---------------------- | ---------------------- | ---------------------- | ----------- |
| 1      | 33  | Макс Верстапен   | Ред бул      | 1:10,036               | 1:09,071               | 1:08,885               | 1           |
| 2      | 44  | Луис Хамилтон    | Мерцедес     | 1:10,114               | 1:09,976               | 1:08,923               | 2           |
| 3      | 77  | Валтери Ботас    | Мерцедес     | 1:10,219               | 1:09,769               | 1:09,222               | 3           |
| 4      | 10  | Пјер Гасли       | Алфа Таури   | 1:10,274               | 1:09,541               | 1:09,478               | 4           |
| 5      | 16  | Шарл Леклер      | Ферари       | 1:09,829               | 1:09,437               | 1:09,527               | 5           |
| 6      | 55  | Карлос Саинз     | Ферари       | 1:10,022               | 1:09,870               | 1:09,537               | 6           |
| 7      | 99  | Антонио Ђовинаци | Алфа Ромео   | 1:10,050               | 1:10,033               | 1:09,590               | 7           |
| 8      | 31  | Естебан Окон     | Алпин        | 1:10,179               | 1:09,919               | 1:09,933               | 8           |
| 9      | 14  | Фернандо Алонсо  | Алпин        | 1:10,435               | 1:10,020               | 1:09,956               | 9           |
| 10     | 3   | Данијел Рикардо  | Макларен     | 1:10,255               | 1:09,865               | 1:10,166               | 10          |
| 11     | 63  | Џорџ Расел       | Вилијамс     | 1:10,382               | 1:10,332               | Н/Д                    | 11          |
| 12     | 18  | Ланс Строл       | Астон Мартин | 1:10,438               | 1:10,367               | Н/Д                    | 12          |
| 13     | 4   | Ландо Норис      | Макларен     | 1:10,489               | 1:10,406               | Н/Д                    | 13          |
| 14     | 6   | Николас Латифи   | Вилијамс     | 1:10,093               | 1:11,161               | Н/Д                    | ПЛ1         |
| 15     | 22  | Јуки Цунода      | Алфа Таури   | 1:10,462               | 1:11,314               | Н/Д                    | 14          |
| 16     | 11  | Серхио Перез     | Ред бул      | 1:10,530               | Н/Д                    | Н/Д                    | ПЛ2         |
| 17     | 5   | Себастијан Фетел | Астон Мартин | 1:10,731               | Н/Д                    | Н/Д                    | 15          |
| 18     | 88  | Роберт Кубица    | Алфа Ромео   | 1:11,301               | Н/Д                    | Н/Д                    | 16          |
| 19     | 47  | Мик Шумахер      | Хас          | 1:11,387               | Н/Д                    | Н/Д                    | 17          |
| 20     | 9   | Никита Мазепин   | Хас          | 1:11,875               | Н/Д                    | Н/Д                    | 18          |
| Извор: |     |                  |              |                        |                        |                        |             |

- ^1  – Николас Латифи је добио казну од пет места на старту због непланиране промене мењача. Затим је морао да почне трку из пит лејна због промене предњег крила и монтаже носа у парк фермеу.[20]
- ^2  – Серхио Перез је морао да почне трку са задње стране позиције јер је премашио своју квоту елемената агрегата. Затим је морао да почне трку из пит лејна за нову спецификацију за складиште енергије.[20]

## Трка
Трка је почела у 15:00 часова 5. септембра.

### Тркачка класификација
| Поз.                                                        | Бр. | Возач            | Конструктор  | Кругова | Време/Разлика     | Место | Поени |
| ----------------------------------------------------------- | --- | ---------------- | ------------ | ------- | ----------------- | ----- | ----- |
| 1                                                           | 33  | Макс Верстапен   | Ред бул      | 72      | 1:30:05,395       | 1     | 25    |
| 2                                                           | 44  | Луис Хамилтон    | Мерцедес     | 72      | +20,932           | 2     | 191   |
| 3                                                           | 77  | Валтери Ботас    | Мерцедес     | 72      | +56,460           | 3     | 15    |
| 4                                                           | 10  | Пјер Гасли       | Алфа Таури   | 71      | +1 круг           | 4     | 12    |
| 5                                                           | 16  | Шарл Леклер      | Ферари       | 71      | +1 круг           | 5     | 10    |
| 6                                                           | 14  | Фернандо Алонсо  | Алпин        | 71      | +1 круг           | 9     | 8     |
| 7                                                           | 55  | Карлос Саинз     | Ферари       | 71      | +1 круг           | 6     | 6     |
| 8                                                           | 11  | Серхио Перез     | Ред бул      | 71      | +1 круг           | ПЛ    | 4     |
| 9                                                           | 31  | Естебан Окон     | Алпин        | 71      | +1 круг           | 8     | 2     |
| 10                                                          | 4   | Ландо Норис      | Макларен     | 71      | +1 круг           | 13    | 1     |
| 11                                                          | 3   | Данијел Рикардо  | Макларен     | 71      | +1 круг           | 10    |       |
| 12                                                          | 18  | Ланс Строл       | Астон Мартин | 70      | +2 круга          | 12    |       |
| 13                                                          | 5   | Себастијан Фетел | Астон Мартин | 70      | +2 круга          | 15    |       |
| 14                                                          | 99  | Антонио Ђовинаци | Алфа Ромео   | 70      | +2 круга          | 7     |       |
| 15                                                          | 88  | Роберт Кубица    | Алфа Ромео   | 70      | +2 круга          | 16    |       |
| 16                                                          | 6   | Николас Латифи   | Вилијамс     | 70      | +2 круга          | ПЛ    |       |
| 172                                                         | 63  | Џорџ Расел       | Вилијамс     | 69      | Мењач             | 11    |       |
| 18                                                          | 47  | Мик Шумахер      | Хас          | 69      | +3 круга          | 17    |       |
| Оду                                                         | 22  | Јуки Цунода      | Алфа Таури   | 48      | Погонска јединица | 14    |       |
| Оду                                                         | 9   | Никита Мазепин   | Хас          | 41      | Хидраулика        | 18    |       |
| Најбржи круг: Луис Хамилтон (Мерцедес) – 1:11,097 (круг 72) |     |                  |              |         |                   |       |       |
| Извор:                                                      |     |                  |              |         |                   |       |       |

Напомене
- ^1  – Укључује један бод за најбржи круг.
- ^2  – Џорџ Расел је био класификован пошто је прешао више од 90% трке.[21]

## Поредак шампионата после трке
|           | Поз. | Возач          | Поени |
| --------- | ---- | -------------- | ----- |
| 1         | 1    | Макс Верстапен | 224,5 |
| 1         | 2    | Луис Хамилтон  | 221,5 |
| 1         | 3    | Валтери Ботас  | 123   |
| 1         | 4    | Ландо Норис    | 114   |
| Unchanged | 5    | Серхио Перез   | 108   |

|           | Поз. | Конструктор | Поени |
| --------- | ---- | ----------- | ----- |
| Unchanged | 1    | Мерцедес    | 344,5 |
| Unchanged | 2    | Ред Бул     | 332,5 |
| 1         | 3    | Ферари      | 181,5 |
| 1         | 4    | Макларен    | 170   |
| Unchanged | 5    | Алпин       | 90    |

- Напомена: Укључено је само првих пет позиција за оба поретка.

## Напомена
1. ↑  Првобитно је планирано да се у сезони 2021. возе 23 трке,[1] али су, због пандемије ковида 19, неке трке отказане, друге додате у календар и вожене су 22 трке.[2][3]